# 中华人民共和国国防白皮书
中国国防白皮书是中华人民共和国国防部定期发布的国防白皮书，包括自1998年起每双数年发布的《中国的国防》以及不定期发布的其他白皮书。

## 中国的国防
狭义的中国国防白皮书仅指《中国的国防》，内容有安全形势、国防政策、各军种发展、国防科技工业、国防经费等。
- 《中国的国防》(1998年)
- 《2000年中国的国防》
- 《2002年中国的国防》
- 《2004年中国的国防》
- 《2006年中国的国防》
- 《2008年中国的国防》
- 《2010年中国的国防》
- 《新时代的中国国防》(2019年)

## 其他白皮书
- 《军备控制与裁军》（1995年）
- 《中国的防扩散政策和措施》（2003年）
- 《中国的军控、裁军与防扩散努力》（2005年）
- 《中国武装力量的多样化运用》 (2013年)
- 《中国的军事战略》 (2015年)
- 《中国的亚太安全合作政策》 (2017年)

## 评价
中国的军费和军力日益增长，这引起了一些国家的疑虑，国防白皮书一般被认为是中国对外展示军事透明度，以消除中国威胁论的疑虑。早期的国防白皮书非常简短，之后篇幅越来越长，内容日渐丰富。